# Acilacris incisus
Acilacris incisus är en insektsart som beskrevs av Naskrecki 1996. Acilacris incisus ingår i släktet Acilacris och familjen vårtbitare. Inga underarter finns listade i Catalogue of Life.